# Troszyn (gromada w powiecie kamieńskim)
Troszyn – dawna gromada, czyli najmniejsza jednostka podziału terytorialnego Polskiej Rzeczypospolitej Ludowej w latach 1954–1972.
Gromady, z gromadzkimi radami narodowymi (GRN) jako organami władzy najniższego stopnia na wsi, funkcjonowały od reformy reorganizującej administrację wiejską przeprowadzonej jesienią 1954 do momentu ich zniesienia z dniem 1 stycznia 1973, tym samym wypierając organizację gminną w latach 1954–1972.
Gromadę Troszyn z siedzibą GRN w Troszynie utworzono – jako jedną z 8759 gromad na obszarze Polski – w powiecie kamieńskim w woj. szczecińskim na mocy uchwały nr V/45/54 WRN w Szczecinie z dnia 5 października 1954. W skład jednostki weszły obszary dotychczasowych gromad Mierzęcin, Troszyn i Troszynek oraz miejscowość Dramino z dotychczasowej gromady Laska ze zniesionej gminy Recław, a także obszary dotychczasowych gromad Dobropole i Ostromice ze zniesionej gminy Wysoka Kamieńska – w tymże powiecie. Dla gromady ustalono 10 członków gromadzkiej rady narodowej.
31 grudnia 1959 z gromady Troszyn wyłączono miejscowości Strzegowo i Ostromice, włączając je do gromady Wysoka Kamieńska w tymże powiecie, po czym gromadę Troszyn zniesiono, włączając jej (pozostały) obszar do gromady Recław w tymże powiecie.